# Somogyi László (pap)
Somogyi László (Dobóruszka, 1912. július 1. – Budapest, 1993. szeptember 17.) római katolikus pap, az Állami lakótelep és a Havanna-lakótelep plébánosa.

## Élete
Édesapja Somogyi Endre kántortanító, édesanyja Medve Mária. Vácott a piaristáknál folytatta tanulmányait, majd ugyanott a Hittudományi Főiskolát végezte el és szentelték pappá 1935-ben. Lelkészi tevékenysége során 1935-1940 között Káplán és hitoktató volt az albertirsai, zagyvarékasi, és a Pestszentlőrinci Főplébánián. 1940-től 1946-ig templomigazgató a pestszentlőrinci Főplébániához tartozó Állami lakótelepi helyi lelkészségen, később ugyanitt volt plébános nyugdíjazásáig, 1990 nyaráig.

## Elismerései
- Tiszteletbeli kanonok, címzetes esperes
- Budapest XVIII. kerületének első Díszpolgára, 1990
- Emléke tiszteletére a Pestszentlőrinc-Pestszentimre önkormányzata és a kerületi Pedagógiai Intézet és Helytörténeti Gyűjtemény „LACI BÁCSI” címmel 2002-ben emlékkönyvet jelentetett meg. Munkálatainak irányítása, szerkesztése dr. Schmidt Jánosné nevéhez fűződik.
- 2004-ben az Időskorúak Átmeneti Segítő Gondozóháza felvette Somogyi László nevét.
- 2006. június 30-án emléktáblát avatott az önkormányzat, a gondozóház és a Somogyi László Alapítvány a róla elnevezett gondozási központ épületének falán.
- Halálának 15. évfordulóján leleplezték szobrát.
- A Szent László-templomban emlékszobát alakítottak ki tiszteletére.
- A Szent László-templom előtti sétány is Somogyi László emlékét őrzi 2012 óta.

## Külső hivatkozások
- https://web.archive.org/web/20160304220429/http://www.szentlaszlo-havanna.hu/v166full.pdf
- https://web.archive.org/web/20090918173603/http://www.bp18.hu/kerulet/hires/